# 榎戸洋司
榎戸 洋司（えのきど ようじ、1963年9月27日 - ）は、日本のアニメ脚本家、小説家。滋賀県出身。

## 来歴・人物
京都芸術短期大学（のちの京都芸術大学）卒業後、日本テレネットに入社。ネットワークゲーム企画の担当者として様々なアイデアを出して中心的役割を担っていた。
1994年、高校・大学時代を通じての友人である幾原邦彦が監督を務めたテレビアニメ『美少女戦士セーラームーンS』で脚本家デビュー。幾原とはその後も親交が続き、幾原が東映アニメーションから独立すると、彼の主宰する制作者集団ビーパパスのメンバーとして『少女革命ウテナ』の制作にも参加する。
物語において性・ジェンダーをテーマにしたメタファーを多用するのが特徴。
脚本ではキャラクター同士の掛け合いを重視し、かつ説明台詞を極力絞りながら隠喩を込めた表現に留めてキャラクターの背景を想像させる。
五十嵐卓哉監督とは、『桜蘭高校ホスト部』『STAR DRIVER 輝きのタクト』『文豪ストレイドッグス』『キャプテン・アース』などで何度もコンビを組んでいる。

## 主な作品

### テレビアニメ
- 1994年 美少女戦士セーラームーンS（脚本[注 1]）※脚本家デビュー作
- 1995年 美少女戦士セーラームーンSuperS（シリーズ構成、脚本[注 2]）
- 1995年 新世紀エヴァンゲリオン（庵野秀明と共同脚本[注 3]）
- 1997年 少女革命ウテナ（シリーズ構成、脚本[注 4]）
- 2002年 ラーゼフォン（脚本[注 5]）
- 2002年 円盤皇女ワるきゅーレ（脚本[注 6]）
- 2004年 忘却の旋律（シリーズ構成、全話脚本）
- 2006年 桜蘭高校ホスト部（シリーズ構成、全話脚本）
- 2008年 のだめカンタービレ 巴里編（シリーズ構成、全話脚本）
- 2010年 STAR DRIVER 輝きのタクト（シリーズ構成、全話脚本）
- 2014年 キャプテン・アース（シリーズ構成、全話脚本）[7]
- 2016年 文豪ストレイドッグス（シリーズ構成、全話脚本）
- 2017年 龍の歯医者（舞城王太郎と共同脚本）
- 2025年 機動戦士Gundam GQuuuuuuX（シリーズ構成、庵野秀明と共同脚本）[8]

### OVA
- 2000年 フリクリ（全話脚本）
- 2004年 トップをねらえ2!（全話脚本）

### アニメ映画
- 1995年 美少女戦士セーラームーンSuperS セーラー9戦士集結!ブラック・ドリーム・ホールの奇跡（脚本）
- 1999年 少女革命ウテナ アドゥレセンス黙示録（脚本）
- 2007年 ヱヴァンゲリヲン新劇場版:序（脚本協力）
- 2009年 ヱヴァンゲリヲン新劇場版:破（脚本協力）
- 2010年 REDLINE（石井克人・櫻井圭記と共同脚本）
- 2012年 ヱヴァンゲリヲン新劇場版:Q（脚本協力）
- 2013年 スタードライバー THE MOVIE（脚本）[9]
- 2018年 劇場版 文豪ストレイドッグス DEAD APPLE（脚本）
- 2021年 シン・エヴァンゲリオン劇場版（脚本協力）
- 2025年 機動戦士Gundam GQuuuuuuX -Beginning-（脚本・シリーズ構成）

### WEBアニメ
- 日本アニメ（ーター）見本市「Cassette Girl（カセットガール）」（脚本）

### MV
- 2011年 AKB48「上からマリコ」（脚本）

## 小説
- ゴッホ今泉、榎戸洋司『爬虫類戦記: REPTILANT ARMY』宝島社、1991年10月1日。ISBN 978-4-796-60217-4。
- 榎戸洋司『少年王』KADOKAWA、2000年9月1日。ISBN 978-4-048-53253-2。
- 榎戸洋司『眉毛とボイン』[注 7]
- 榎戸洋司『フリクリ』全3巻、角川スニーカー文庫、2000〜2001年。

## 作詞
- サエキトモ「ソロの歌」（『忘却の旋律』挿入歌）
- 緒方恵美「青い宝石の君」

## その他
- MSX2ソフト『Girly Block』ネットワークゲーム・バージョン（企画・福島功と連名）
- CDブック『COLOR TONE - 曖昧な季節の彩 -』[注 8]
- イメージアルバム『美少女戦士セーラームーンS ウラヌス・ネプチューン・ちびムーン・PLUS』（トラック1、4、7 構成・脚本）
- アニメイトカセットコレクション『美少女戦士セーラームーン3 Prelude of Romance』
- イメージアルバム『トップをねらえ2! トップレスドラマ』